# 风姿花传
《风姿花传》（風姿花伝 （ふうしかでん、風姿華傳））是世阿弥所著的能剧理论书。也是世阿弥留下的21部书中最早的作品。此书以亡父观阿弥的教导为基础，加上世阿弥自身领会的对技艺的理解著述而成。
世阿弥在15世纪初完成此书。全书共七篇，前三篇是在应永7年（1400年）写成，余下的是在其后20年间写作、改订而成。“幽玄”“模仿（物真似）”“花”这些讲述艺术神髓的说法可以在本书里找到根据。它是最古老的能乐理论书，可以说是日本最古老的戏剧理论。虽然曾经用《花传书》（花伝書）来做为通称，根据研究的结果，现在《花传书》已被认为是错误的说法。
《风姿花传》的内容包括能剧的修行法、心得、演技论、演出论、历史、能剧的美学等。它既可作为能剧的技艺理论来读，也是日本美学的古典作品。

## 関連項目
- 申楽談義

## 外部連結
- 松岡正剛の千夜千冊『風姿花伝』